# 엑스 (록맨 X)
엑스(X, エックス)는 록맨 X에서 나오는 등장인물의 일종이다.

## 프로필
키 160cm. 몸무게 57kg. 사고 연령은 인간 나이로 15세 정도.
록맨X 1 시점부터 현(現) 이레귤러 헌터 제17 정예 부대 대장. 케인 박사에 의해 발굴 되었으며, 실력이 매우 뛰어나지만 성격이 우유부단하고 냉철하지 못해서 이레귤러를 파괴할 때 머뭇거리는 면이 있어서 헌터 등급은 B급에서 올라가지 못하고 있다. (록맨 X5에서의 설정) 세계의 평화를 지켜온 영웅과 같은 존재. 본래 닥터 라이트에 의해 만들어진 구형 로봇이자 레프리로이드이며, 모든 레프리로이드의 조상. 본래의 힘을 봉인한 듯 하다.구세대 레프리로이드. 레프리로이드의 싸움에 의문을 가져 헌터 일을 그만두게 된다.(X7의 설정) 덧붙여서, 제로와는 달리 히로인이 없다.

### 담당 성우
CV:오가타 메구미(X1) / 이토 켄타로(X4) / 모리쿠보 쇼타로(X5~X7)

## 기술

### 웨폰
록맨 X1부터 각 8보스를 쓰러뜨리면, 기술 웨폰을 획득 가능. 스테이지 마다 나오는 보스들의 약점으로 유용한 기술.

### 제트 세이버
X3에서 처음 사용해 볼 수 있는 무기. X5까지는 원거리전에서 맞추는 버스터였지만 X6때는 제로의 제트세이버를 사용, 제한적으로나마 근접전도 활용할 수 있게 된다.

## 아머
이 시리즈에 등장하는 아머는 4개의 파츠로 구성되어 있다. 스테이지의 숨겨진 곳에 있으며 발견시 라이트 박사가 나와서 엑스에게 파츠를 준다. X2부터는 아머에 이름이 붙여진다.

### X1
무현아머
- 풋 파츠:대쉬 이동이 가능해지며 벽차기로 특정 벽돌을 부술 수 있게 된다. 아이시 펭기고 스테이지 도중에 획득 가능.
- 헤드 파츠:특정 벽돌을 부술 수 있게 된다. 스톰 이글리드 스테이지 도중에 풋 파츠의 벽차기로 획득 가능.
- 암 파츠:차지샷을 3단계까지 쓸 수 있게 해준다. 그리고 무기의 차지샷도 가능해진다. 버닝 나우만더 스테이지 도중에 풋 파츠의 대쉬와 벽차기, 헤드 파츠로 벽돌 격파로 획득 가능.
- 보디 파츠:방어력이 2배 강해진다. 스팅 카멜리오 스테이지의 중간 보스 클리어 후 획득 가능.
- 파동권 파츠:X1의 궁극 파츠. 이 파츠를 획득할 때 라이트 박사가 스트리트 파이터의 등장인물인 류의 복장을 하고 나타난다. 보스도 한번에 쓰러뜨리는 매우 강한 파츠이나, 게임상에서는 발사방법을 알려주지 않는다. 획득 방법은 8보스 격파 뒤 전 아머 파츠와 하트, 그리고 서브탱크를 갖춘 상태로 아머 아르마지 스테이지에서 마지막 보스 룸으로 가는 레일에서 점프를 하여 올라간 뒤 그리고 ESCAPE를 이용해 나간다. 이런 방법을 4번 반복하면, 캡슐이 생기고 라이트박사가 도복을 입은 모습으로 등장하여 파동권 파츠를 획득한다. 발사 방법은 [↓↘→ + Y].

### X2
- 기가 아머
  - 풋 파츠:에어 대쉬가 가능해진다. 소닉 오스트리그 스테이지 도중에 휠 앨리게이츠의 무기로 획득 가능.
  - 헤드 파츠:숨겨진 아이템을 찾을 수 있게 한다. 크리스타 마이마인 스테이지 도중에 획득 가능.
  - 암 파츠:차지샷을 3단계까지 가능하게 하며, 마지막 샷은 더욱 강력하다(더블 차지샷). 특수무기의 차지샷도 가능해진다. 휠 앨리게이츠 스테이지 도중에 풋 파츠의 에어 대쉬로 획득 하거나, 와이어 해티멀의 무기로 잘 조절하여 획득 가능.
  - 보디 파츠:방어력을 상승시키며, 기가 어택인 '기가 크러쉬'를 사용할 수 있게 된다. 기가 크러쉬는 전체 공격이며, 1회 사용 후에는 피격을 통해 게이지를 회복해야 재사용할 수 있다. 메타모르 모스미노스 스테이지 도중에 휠 앨리게이츠의 무기로 획득 가능.
  - 승룡권 파츠:X2의 궁극 파츠. 카운터헌터 스테이지 에이리어 3에서, 서브탱크와 체력을 꽉 채운 상태에서 가시밭을 통과하여 왼쪽 벽으로 내려가면 얻을 수 있다. 2연타 공격으로 크게 상승하는 공격으로 다 맞추면 보스가 한 방이다. 발사방법은 [→↓↘ + 공격]이다.

### X3
- 맥스 아머
  - 풋 파츠:에어 대쉬, 수직 상승 대쉬를 가능하게 한다. 프로즌 버팔리오 스테이지 보스 전에서 대쉬로 높이 뛰어 획득.
  - 헤드 파츠:스테이지 등장 시 특별한 아이템의 위치와 맵의 구도를 알려주며, 스테이지 선택 창에서 각 스테이지에 있는 아이템의 목록이 나온다.
  - 암 파츠:차지샷을 4단계까지 가능하게 하며, 연속 발사시에는 모든 차지샷이 합산되어 상하로 넓은 공격이 가능하다. 특수무기의 차지샷도 가능해진다. 샤이닝 타이거드 스테이지 도중에 스크류 마사이더의 무기로 획득 가능.
  - 보디 파츠:방어력을 상승시키며, 피격 시에는 실드가 형성되어 적의 탄환을 방어해준다.

- 골드 아머:하이퍼 아머의 강화형, 단독 캡슐로는 한 가지만 장착할 수 있으며, 도플러 기지 에이리어 1에서 체력, 웨폰 게이지, 서브탱크가 풀일 경우 한 번에 얻을 수 있다.
  - 풋 파츠:공중 동작을 2번 가능하게 한다. 즉, 에어대쉬+에어대쉬나, 에어대쉬+수직상승대쉬, 수직상승대쉬+수직상승대쉬, 혹은 대쉬점프 후 공중동작도 가능하다.
  - 헤드 파츠:가만히 서 있으면 자동으로 체력과 서브탱크가 조금씩 회복된다.
  - 암 파츠: 차지하지 않아도 순서대로 발동되는 하이퍼 차지샷을 쓸 수 있게 된다. 물론 제트 세이버가 있다면 그것도 포함된다.
  - 보디 파츠:실드가 강화된다.

- 제트 세이버:제로의 무기. 바바의 약점 무기로 바바를 쓰러트리면 바바가 도망치지 않고 즉사하는데, 스테이지를 틸출하고 8보스를 다 쓰러트린 후, 도플러 스테이지 2의 중간보스를 제로로 쓰러트리면 중간 보스가 제로랑 함께 자폭을 하면서 더 이상 제로를 쓸 수 없게 되는데, 이 때 제로가 자신의 무기 제트 세이버를 엑스에게 넘겨 준다.위력은 매우 강력하다.

### X4
- 포스 아머
  - 풋 파츠:점프대쉬가 가능하며, 일정 시간동안 공중에 뜰 수 있다.
  - 헤드 파츠:무기에너지를 무한대로 해준다. 단 무기차지 시 무기에너지 소모.
  - 암 파츠-1(스톡 차지샷):차지 시 4개의 차지빔을 충전하여 차지빔 연속발사. 무기차지가 가능해진다. 하지만 작은적은 맟추기가 어렵다.
  - 암 파츠-2(플라즈마 샷):매우 강력한 차지빔을 발사. 적에게 명중할 시 일정시간 동안 플라즈마 구가 생성되어 추가 데미지를 줄 수 있다. 무기차지가 가능해진다.
  - 보디 파츠:데미지를 줄여주며, 기가 어택 "노바 스트라이크"를 사용할 수 있다. 단, 기가 어택의 데미지가 쌓이지 않으면 안 된다.
- 얼티메이트(Ultimate) 아머 : 라이드 박사가 말하길, 미완성인 금단의 아머. 숨겨진 커맨드로만 흭득이 가능한 아머로써 노바 스트라이크를 무제한 사용이 가능하며, 플라즈마 구를 최대 3개까지 생성한다.

### X5
- 팔콘 아머
  - 풋 파츠:일정시간 동안 공중을 자유롭게 이동할 수 있다. 공중이동 시 무적이며, 몸통공격도 가능하다.
  - 헤드 파츠:무기 에너지의 사용량을 줄여준다.
  - 암 파츠:벽을 관통할 수 있는 차치빔을 발사. 무기차지는 불가능하다.
  - 보디 파츠:데미지를 줄여주고, 기가 어택의 에너지로 변환된다.

- 가이어 아머
  - 풋 파츠:가시트랩 위를 자유롭게 이동할 수 있으며, 벽에 붙을 수도 있다. 대쉬로 특수블록을 밀 수 있다. 에어대쉬는 불가능하다.
  - 헤드 파츠:별다른 보조능력이 없다.
  - 암 파츠:짧은 사정거리의 빔을 발사. 적의 에너지탄을 파괴할 수 있으며, 차지 시 녹색 구를 발사한다. 특수블록을 파괴할 수 있다. 무기사용이 불가능하다.
  - 보디 파츠:데미지를 줄여주고, 기가 어택의 에너지로 변환된다.

- 얼티메이트(Ultimate) 아머 : X4의 그것. 숨겨진 커맨드로, 혹은 엑스vs제로 스테이지(영공간 스테이지 3)에서 노아머인 엑스 상태에서 진행하다보면 얻을 수 있다. 노바 스트라이크를 무제한 사용이 가능하며, 플라즈마 구를 최대 3개까지 생성한다.

### X6
- 블레이드 아머
  - 풋 파츠:점프대쉬 거리가 다른 아머에 비해 2배가 된다. 점프대쉬 시 무적.(명명하길, 마하 대쉬다.)
  - 헤드 파츠:무기에너지 소모를 줄여준다.
  - 암 파츠:↑키를 누른 채 차지 시 더 강력한 세이버로 공격한다.
  - 보디 파츠:데미지를 줄여주고, 기가 어택의 에너지로 변환된다.

- 쉐도우 아머
  - 풋 파츠:가시트랩 위를 자유롭게 이동할 수 있으며, 벽과 천장에 붙을 수도 있다. 점프대쉬는 불가능하다.
  - 헤드 파츠:세이버를 훨씬 빨리 휘두를 수 있게 해준다.
  - 암 파츠:3방향으로 표창 모양의 버스터를 발사. 차지 시 매우 강력한 세이버 "원월륜"으로 공격한다. 특수무기 사용은 불가능하다.
  - 보디 파츠:데미지를 줄여주고, 기가 어택의 에너지로 변환된다.

- 얼티메이트(Ultimate) 아머 : X4부터 이어 내려오는 궁극의 아머. 숨겨진 커맨드로만 흭득이 가능한 아머로써(엔딩 마지막에 커맨드를 알려준다. 블랙 제로 커맨드도 있다.) 노바 스트라이크를 무제한 사용이 가능하며, 플라즈마 구를 최대 3개까지 생성한다.

### X7
- 글라이드 아머

X5,6과는 달리 파츠가 오리지널과 기본적으로 제공해주는 포스나 팔콘를 제외하면 신 파츠는 항상 2종씩 출시하였는데
이 작품은 단일아머로 존재한다[더불어 히든요소인 얼티메이트아머도 존재하지 않는 시리즈이기도 하다.]
- - 풋 파츠 : 점프도중 점프를 누르면 글라이드 비행이 가능하다.
  - 헤드 파츠 : 자신의 주변에 있는 회복류 아이템을 자동으로 흡수한다.
  - 암 파츠 : 특수무기의 차지샷이 가능하며, 일반 차지샷의 데미지가 소폭 상승한다.
  - 보디 파츠:방어력을 상승시키며, 기가 어택인 '기가 크러쉬'를 사용할 수 있게 된다.[PC버전 기준 키셋팅을 바꾸지않은 상태에서 S,F키 동시입력] 기가 크러쉬는 전체 공격이며, 1회 사용 후에는 피격을 통해 게이지를 회복해야 재사용할 수 있다.